# OpenVMS
OpenVMS jeste višekorisnički, višeprocesni operativni sistem baziran na virtualnoj memoriji i dizajniran za upotrebu u paralelnom radu, skupnoj obradi podataka i obradi transakcija. Prvo izdanje je bilo 1977. godine kada ga je Digital Ekvipment korporacija izdala kao VAX/VMS za seriju miniračunara VAX. OpenVMS takođe radi na sistemima DEC Alfa i HP Itanijum računarima. OpenVMS je vlasnički operativni sistem, ali neki delovi izvornog koda se mogu kupiti.
Naziv VMS potiče od virtual memory system (sistem virtuelne memorije), što je njegova glavna arhitektonska karakteristika. Kada su prioriteti procesa na odgovarajući način prilagođeni, približava se osobinama operativnog sistema u stvarnom vremenu. Sistem nudi visoku dostupnost kroz računarske klastere i mogućnost distribucije sistema na više fizičkih mašina. To mu omogućava da bude jako otporan katastrofama kada otkaže jedna ili više individualnih jedinica.
OpenVMS sadrži grafički korisnički interfejs (GUI), osobinu koja nije bila dostupna u ranijim originalnim VAX/VMS izdanjima. Pre uvođenja DEC  sistema 1980-ih, operativni sistem se koristio i upravljao tekstualno sa računarskih terminala, poput VT100, koji su pružali serijsku komunikaciju s podacima. Verzije VMS-a na DEC Alfa radnim stanicama iz 1990-ih podržavale su OpenGL i  grafičke adaptere.
Poslovne firme su OpenVMS koristili za različite svrhe, uključujući poslužitelje e-pošte, mrežne usluge, kontrolu i nadzor proizvodnje i transporta, kritične programe i baze podataka, a posebno okruženja u kojima je bio neophodan stabilan rad i pristup podacima. Postoje primeri gde se takvi sistemi nisu gasili i više od 10 godina. Kupci koji koriste OpenVMS su obično banke, bolnice, pružatelji mrežnih usluga i velike industrijski proizvođači raznih proizvoda.

## Mogućnosti
- Integrisano računarsko umrežavanje (originalno DECnet,[9] a kasnije TCP/IP)[10]
- Simetrično, asimetrično i  multiprocesiranje, uključujući klasterisanje[11][12]
- Hijerarhijski datotečni sistem (Files-11)[13][14]
- Integrisane mogućnosti baze podataka kao što je RMS i relacijske baze podataka, uključujući Rdb,[15] Oracle Database, MariaDB i
- Podrška za više programskih jezika[16][17]
- Standardizirani mehanizam interoperabilnosti za pozive između različitih programskih jezika[18]
- Naredbeni jezik za proširenje ljuske (naredbeni jezik DIGITAL)[19]
- Hardverska podela multiprocesora
- Visok nivo sigurnosti[20][21][22][23]

## Uticaj
VMS je na više načina predak Vindous NT-a, zajedno sa -11 i neobjavljenim objektno zasnovanim operativnim sistemom koji je razvio Dejv Katler za DEC prizmu. Veza je objašnjena u Katlerovom predgovoru u knjizi „Unutar Windousa NT” koju je napisala Helena Kaster.

## Literatura
- Hughes, Roland. The Minimum You Need to Know to Be an OpenVMS Application Developer. ISBN 978-0-9770866-0-3.
- Hughes, Roland. The Minimum You Need to Know About Java on OpenVMS, Volume 1. ISBN 978-0-9770866-1-0. Архивирано из оригинала 15. 1. 2009. г.
- Hughes, Roland. The Minimum You Need to Know About Service Oriented Architecture. ISBN 978-0-9770866-6-5. Архивирано из оригинала 15. 1. 2009. г.
- Getting Started with OpenVMS, Michael D. Duffy.  978-1-55558-279-1.
- Getting Started with OpenVMS System Management, , David Donald Miller, Stephen Hoffman, Lawrence Baldwin.
- Introduction to OpenVMS, , Lesley Ogilvie Rice.
- Introduction to OpenVMS, David W Bynon.  978-1-878956-61-3.
- OpenVMS Alpha Internals and Data Structures: Memory Management, Ruth Goldenberg.  978-1-55558-159-6.
- OpenVMS Alpha Internals and Data Structures : Scheduling and Process Control : Version 7.0, Ruth Goldenberg, Saro Saravanan, Denise Dumas.  978-1-55558-156-5.
- OpenVMS online documentation
- OpenVMS Performance Management, Joginder Sethi.  978-1-55558-126-8.
- OpenVMS System Management Guide, Lawrence Baldwin.  978-1-55558-143-5.
- The hitchhiker's guide to VMS : an unsupported-undocumented-can-go-away-at-any-time feature of VMS, Bruce Ellis.  978-1-878956-00-2.
- The OpenVMS User's Guide, Second Edition, Patrick Holmay.  978-1-55558-203-6.
- Using DECwindows Motif for OpenVMS, Margie Sherlock.  978-1-55558-114-5.
- VAX/VMS Internals and Data Structures: Version 5.2 ("IDSM"), Ruth Goldenberg, Saro Saravanan, Denise Dumas.  978-1-55558-059-9.
- Writing OpenVMS Alpha Device Drivers in C, Margie Sherlock, Leonard Szubowicz.  978-1-55558-133-6.
- Writing Real Programs in DCL, second edition, Stephen Hoffman, Paul Anagnostopoulos.  978-1-55558-191-6.

## Spoljašnje veze
- OpenVMS 30th anniversary (2007) на сајту  (архивирано 2013-12-03), contains historical facts
- OpenVMS.org на сајту  (архивирано 2015-03-21)
- Virtually Unhackable на сајту  (архивирано 2011-07-15), DEF CON9
- OpenVMS application status report as of 1 October 2007 (102 pages long table of applications)}-